# 法國汽車工業
法國汽車工業是指法國的汽車工業，截至2015年法國的汽车产量位居世界第11位，在欧洲排名第三，仅次于德国和西班牙。       从第二次世界大战结束到2000年，法國一直是世界第四大汽車生產國。曾經非洲法语国家中的大部分汽車都來自法國品牌，但从1970年代开始，日本品牌開始在非洲法語國家崛起。法國製造業產值中的16%來自汽車製造業。

## 主要汽車製造商
- 标致雪铁龙集团（旗下品牌有標緻汽車、雪铁龙、DS汽車、欧宝和佛賀汽車，現為斯泰蘭蒂斯的一部分）
- 雷诺（旗下品牌有雷诺、阿爾派汽車、達契亞汽車），它是2015年欧洲第三大和世界第十大汽车制造商。
- 雷诺卡车是一家商用车生产商，目前隸屬於沃尔沃集团。
- 布加迪，保時捷和銳馬克汽車聯營的豪華汽車品牌，总部位于莫尔塞姆。
- 文图里汽车，它是小型跑车制造商和电动方程式车队赞助商。
- Aixam（英语：Aixam）和Ligier（英语：Ligier），它們是北极星旗下的迷你车品牌，总部位于艾克斯莱班。
- Microcar（英语：Microcar (brand)）和Ligier（英语：Ligier） ，它們是DrivePlanet旗下的迷你车品牌，总部位于阿布雷。